# 往事伴我
《往事伴我》是由翔之幻工作室開發的一款平台遊戲，於2024年5月在Steam發售。該作講述一位懊悔過往選擇的少女，如何與自己過去和解的故事。遊戲中玩家操縱少女，解開不同謎題通關。玩家兩秒前控制角色的行動軌跡，會變成代表少女過去的「過去之影」，遊戲的解密機制都圍繞過去之影設計。
罗赵翔在一次Game Jam中創作了本作原型，後在學校的鼓勵下，成立團隊完善該作。遊戲敘事與玩法的融合設計獲得正面的評價。

## 遊戲內容
《往事伴我》採用平台解密遊戲的玩法，玩家扮演一位懊悔過往選擇的少女。某日，她在凌晨三點醒來，在黑暗中回想起過去，這些記憶以關卡的形式呈現，玩家以解開謎題通關的方式幫助她面對過去。角色兩秒前的行動軌跡，會變成代表少女過去的「過去之影」；過去之影在一些場景中能輔助解密，在另一些場景會成為障礙，在後面的關卡還會成為追蹤玩家的敵人。遊戲主線故事共有六個章節，每個章節代表少女不同的心理階段，後續開發組增加了五個章節，新內容是比主線難度更高，沒有主題的關卡。

## 開發及發行

左側的虛化角色是「過去之影」，它被機關鎖定，讓右側的玩家角色避免成為目標

罗赵翔是清华互动媒体设计专业的學生，《往事伴我》的原型是罗赵翔某次Game Jam的作品，在學校的鼓勵下，罗赵翔找了朋友刘家明組建團隊完善該原型。團隊名為翔之幻工作室，罗赵翔擔任製作人、程序和美術，刘家明負責配樂和音效。遊戲所有的設計都圍繞著主題「如何面对自我的过去」，罗赵翔根據敘事設計了一套自洽的關卡和玩法。遊戲文本內容則直接放在場景中，隨著角色行動漸漸出現，罗赵翔也考慮到作品未來的國際化問題，預先設計了一套工具來解決不同語言的排版方式。角色方面，罗赵翔認為少女擔任主人公更切合遊戲主題，美術採用了「比较轻松、简洁」的風格，以降低主題的嚴肅性。
2023年11月24日，Edigger表示代理發行該作，並開設Steam商店頁面，遊戲預計2024年第二季發售。2024年1月11日，遊戲在Steam推出試玩版，包括序章和第一章的內容。同年5月7日，遊戲正式推出。6月26日，遊戲更新五個章節，含有50個關卡。

## 反響及評價
遊戲原型獲得2023年中国大学生游戏开发创作大赛的「最佳劇情設計獎」及2023年中國獨立遊戲大賽「最佳學生作品銀獎」。遊戲發售後，獲得2024年度釜山獨立遊戲節的「优秀音效设计獎」、「优秀叙事设计獎」和「评审首选獎」。該作的遊戲敘事方式獲得巴哈姆特電玩資訊站、Game Informer和indienova正面的評價。indienova評論員Dluck稱讚該作有「大量哲学隐喻，并通过美术、文案、玩法持续完善其精神内涵」。巴哈姆特電玩資訊站特約編輯肥肥則表示隱喻太多，理解有一定門檻，部分劇情太難理解反而影響到代入感。
玩法設計方面，Game Informer評論員表示該作玩法設計給他的感覺與眾不同，工作室很出色地將玩法和敘事結合，給他類似《蔚藍》的體驗。Dluck稱讚「過去之影」的設計「别出心裁」，遊戲中不斷出現的新玩法，讓該作「呈现出丰富的层次感」。遊戲機制和道具都帶有隱喻，如早期章節，過去之影會誤觸機關，讓玩家花更多心思專研通關方式，暗示過去對現在的妨礙；後期章節，玩家角色可以踏著過去之影，越過更高的障礙，代表過去能支持現在走得更高更遠。
稱讚遊戲配樂出色，給人戲院級的體驗。Dluck讚譽該作塑造出「独属自己的美学艺术」，章節過渡時會有哲學引言，章節完結時還有哲學家的雕塑，配合像素風格給人「復古和經典」的感覺。文本內容在場景中的演出方式，也更容易引起玩家的共鳴。